# Tulia (hija de Cicerón)

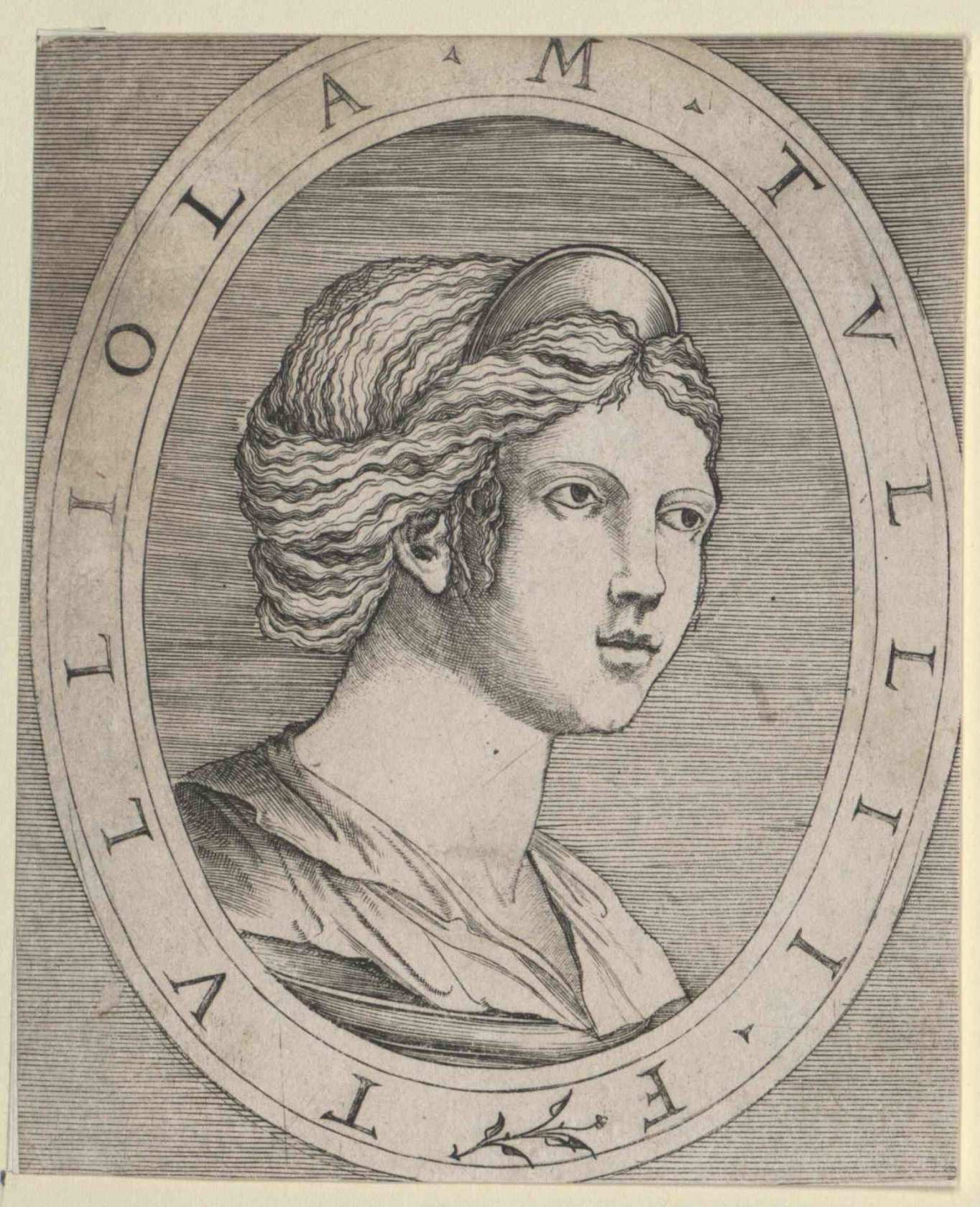

Tulia  (m. 45 a. C.) fue una dama romana del siglo I a. C., hija de Cicerón y Terencia, y perteneciente a la gens Tulia. Su padre mostró un especial cariño hacia ella, llamándola con frecuencia Tuliola.

## Nacimiento y familia
Tulia nació un 5 de agosto del año 79 o 78 a. C. Fue hija de Cicerón, uno de los más notorios políticos y oradores de la República tardía, y de Terencia y hermana de Marco Tulio Cicerón.

## Matrimonios
Ya en el año 67 a. C. su padre la comprometió con Cayo Calpurnio Pisón Frugi, con el que se casó en el año 63 a. C. durante el consulado de Cicerón. Durante el exilio de su padre, imploró con su marido ante el cónsul Lucio Calpurnio Pisón Cesonino que conmutara la pena de destierro y acudió a Brundisium a recibirlo cuando aquel regresó del exilio en agosto del año 58 a. C. Para entonces, se había quedado viuda.
Volvió a casarse en el año 56 a. C., esta vez con Furio Crasipes, de familia noble y grandes propiedades. Sin embargo, se divorció poco después por razones desconocidas.
En el año 50 a. C. se casó, por tercera vez, con Publio Cornelio Dolabela (que también había estado casado anteriormente) conocido por su vida disoluta y que ya había sido defendido en dos ocasiones por Cicerón ante sendos tribunales de justicia. Sin embargo, el origen patricio y sus buenas conexiones políticas compensaron las posibles faltas de Dolabela. Cicerón estaba en Cilicia cuando se produjo el matrimonio que no fue feliz.

## Guerra civil
Al estallar la guerra civil, Dolabela y Cicerón estuvieron en bandos opuestos. Tulia, que por entonces estaba embarazada, permaneció en Roma. El 19 de mayo del año 49 a. C. dio a luz un hijo enfermizo que murió siete meses después. Dolabela regresó a la ciudad tras la batalla de Farsalia, donde mantuvo numerosas aventuras con diversas damas romanas y se enfrentó a Marco Antonio.
En el año 47 a. C. Tulia, que llevaba tiempo sufriendo problemas de salud, decidió ir a Brundisium a recibir a su padre que regresaba de la guerra, como había hecho cuando regresó del exilio, pero Cicerón no quiso que su hija fuese testigo de su deshonor y la envió de vuelta con su madre.
En diciembre, Dolabela fue enviado a África, pero regresó a Roma al verano siguiente y volvió a convivir con Tulia un tiempo antes de partir para Hispania a finales de año. A principios del año siguiente (45 a. C.), Tulia dio a luz un hijo, que apenas sobrevivió unos meses a su madre. Tan pronto se recuperó del parto, emprendió viaje para acompañar a su padre a Tusculum, pero murió allí en el mes de febrero. Su muerte causó un duro golpe en el anciano Cicerón, que se había divorciado hacía poco de su esposa Terencia.